# 長禄寺
長禄寺（ちょうろくじ）は、室町時代の長禄元年（1457年）に創建された、福島県須賀川市北町にある曹洞宗の寺院。開山は月窓明潭で、開山を同じくする新潟県の観音寺や、付近の長松院などの本寺である。創建された年号にちなんで命名された。

## 歴史
室町時代の長禄元年、須賀川城主の二階堂為氏が、二階堂氏一族の菩提寺として開基となり建立した。為氏は、鎌倉に住していた曹洞宗の僧侶、月窓明潭を招いて開山初代とした。月窓明潭は応永32年（1425年）伊勢国生まれで、相模国の古刹最乗寺を開いた名僧春屋宗能の弟子であり、長禄寺の他に晩年に越後国に観音寺を開くなどして、明応5年（1496年）6月19日に72歳で遷化した。為氏は、長禄寺の寺領として1000石を与えたとされる。
長禄4年（1460年）には長禄寺に後花園天皇から勅旨が遣わされ、月窓明潭に仏日慧照禅師の勅号と紫衣が贈られて天皇の勅願寺となったために栄え、陸奥国や越後国、下野国などに130余ヶ寺の末寺を擁する大寺院となり、著名な参禅道場となった。
それから約130年が経過した天正17年（1589年）に、伊達政宗が須賀川城を攻撃し、落城のさなかに長禄寺も焼失した。
しかし、その後間もなく再興されて、現在の長松院のある場所に再建された。
さらに文禄年間（1592 - 1596年）に現在地に移転され、境内には伊達家から二階堂家に嫁いでいた大乗院の墓や、須賀川城落城の際に戦死した武士たちの墓が建てられた。大乗院は、須賀川城落城の際に救出されたが、実家の伊達家とは不仲で常陸国の佐竹氏のもとに預けられ、佐竹氏の秋田転封の道中で長禄寺に宿り病気療養するも慶長7年（1602年）に亡くなったとされる。

### 年表
- 1457年（長禄元年） - 二階堂為氏が月窓明潭を招いて長禄寺を建立する。
- 1460年（長禄4年） - 後花園天皇が勅旨を遣わし、月窓明潭に紫衣と仏日慧照禅師の勅号を贈り、長禄寺を勅願寺とする。
- 1589年（天正17年） - 伊達政宗が須賀川城を攻撃し、その兵火にかかって長禄寺が焼失する。その後間もなく再建され、さらに文禄年間（1592～1596年）に現在地に移される。
- 1602年（慶長7年） - 大乗院が亡くなる。後に境内に墓が建てられる。
- 1916年（大正5年） - 境内に幼稚園が開かれ、後に学校法人長禄寺学園須賀川幼稚園となる。